# Trichoncoides
Trichoncoides este un gen de păianjeni din familia Linyphiidae.
Cladograma conform Catalogue of Life:
| Trichoncoides | \| \| Trichoncoides pilosus \| \| \| \| \| \| Trichoncoides piscator \| \| \| \| |
|               | \| \| Trichoncoides pilosus \| \| \| \| \| \| Trichoncoides piscator \| \| \| \| |
|               | Trichoncoides pilosus                                                            |
|               |                                                                                  |
|               | Trichoncoides piscator                                                           |
|               |                                                                                  |